# The London Souls
The London Souls est un groupe musical américain, originaire de New York, actif entre 2008 et 2018.

## Histoire
Tash Neal et Chris St. Hilaire se rencontrent à New York alors qu'ils sont adolescents, jammant pour la première fois dans des salles de répétition d'une heure avec des amis. Ils partagent une passion pour l'écriture de chansons et l'improvisation, et forment The London Souls en 2008. Leur chanson She's So Mad est diffusée dans l'émission Fearless Music de la chaîne de télévision FOX. et leur chanson I Think I Like It est utilisée dans une publicité pour la ligne de chaussures de la star de la NBA Derrick Rose, produite par Adidas.
Leur premier album éponyme sort le 12 juillet 2011. Le 16 novembre 2012, The London Souls annonce la sortie de son troisième album Here Come the Girls le 8 janvier 2013. La sortie est retardée en raison des blessures subies par Tash Neal lors d'un accident avec délit de fuite. L'album sort le 7 avril 2015. 

## Membres
- Tash Neal - guitare, chant
- Chris St. Hilaire - batterie, chant

## Discographie
- 2009 : What You Need (non-publié)
- 2011 : The London Souls
- 2015 : Here Come The Girls